# Hassaleh
Hassaleh (Iota del Cotxer / ι Aurigae) és una estrella de la constel·lació del Cotxer. També és coneguda com a Kabdhilinan.
Iota és un gegant lluminós del tipus K amb una magnitud aparent de +2,69. Està aproximadament a 512 anys llum de la Terra.